# سازمان بوستان‌ها و فضای سبز شهر تهران
سازمان بوستان‌ها و فضای سبز شهر تهران از سازمان‌های وابسته به شهرداری تهران است که علی‌محمد مختاری به‌عنوان مدیرعامل این سازمان فعالیت می‌کند. مختاری دارای مدرک کارشناسی مهندسی کشاورزی است.

## تاریخچه
در سال ۱۳۴۰ با افزایش حوزه مسئولیت، نام آن به «اداره امور پارکها و میادین» تغییر یافت. در سال ۱۳۴۲ به دنبال آشکار شدن بیش از پیش نقش و اهمیت فضای سبز و با گسترش تعداد پارکهای شهری و توسعه وظایف اداره مذکور، ساختار آن به سازمان تغییر یافت و به عنوان «سازمان پارکها» فعالیت خود را ادامه داد. سازمان از سال ۱۳۶۹ علاوه بر برنامه‌ریزی و اجرای سیاست‌هایی در زمینه بهره‌وری از شیوه‌های علمی نگهداری و توسعه کلان فضای سبز، به نظارت مستقیم بر مجموعه فضای سبز شهر تهران همت گماشت و به موازات آن، توسعه و گسترش کمربند سبز پیرامون شهر تهران را در دستور کار خود قرار داد؛ و در سال ۱۳۷۰ تشکیلات جدید آن تحت عنوان «سازمان پارکها و فضای سبز شهر تهران» مورد تصویب وزارت کشور قرار گرفت و در سال ۱۳۹۳ بر اساس مصوبه شورای اسلامی شهر تهران و ابلاغ اساسنامه جدید نام آن به «سازمان بوستانها و فضای سبز شهر تهران» تغییر یافت.
در سال ۱۳۳۹ به جهت ساماندهی فضای سبز و پیشگیری از نابودی طبیعت درون شهر تهران، تشکیلاتی بنام «اداره باغات» ایجاد شد.

## اهداف و وظایف
- اعمال نظارت عالی در جهت ارتقاء کمی و کیفی فضای سبز شهر تهران در قالب گروه‌های کارشناسی (ناظرین فضای سبز- حفظ نباتات- بهداشت و محیط زیست)
- نظارت عالی بر عملکرد پیمانکاران شاغل در بخش فضای سبز شهر تهران
- طراحی، اجرا و نظارت بر پروژه‌های پارک‌ها و فضاهای سبز
- تولید و خرید و فروش گل و گیاه و درخت و درختچه زینتی
- طراحی، اجرا و نظارت بر عملیات آبرسانی فضای سبز شهری
- جنگل‌کاری، توسعه و نگهداری جنگل‌های دست کاشت در قالب طرح عظیم کمربند سبز پیرامون شهر تهران
- اجرای طرح‌های آموزشی و پژوهشی
- تهیه آمار و اطلاعات مربوط به پارک‌ها و فضاهای سبز
- ایجاد تمهیدات لازم برای تهیه شناسنامه درختان از طریق مناطق شهرداری
- اقدامات لازم در زمینه ارتقاء سطح دانش و بینش فنی کارکنان فضای سبز شهر تهران
- ایجاد ارتباط با مراکز علمی و دانشگاهی و سایر سازمان‌ها و اشخاص ذیربط داخل و خارج کشور
- تشکیل کمیته‌های برنامه‌ریزی آب و خاک و فضای سبز، دفع آفات و بیماری‌های گیاهی و بررسی آلودگی‌ها
- تدوین آئین‌نامه‌های مربوط در ارتباط با طرح جامع فضای سبز
- بررسی اراضی و املاک مناسب و پیشنهاد تغییر کاربری آنها به منظور تأمین اهداف سازمان
- بازسازی فضای متروک یا فرسوده بافت شهری یا فضاهای فرسایش یافته همجوار شهر و استفاده از آنها جهت تأمین پارک و فضای سبز و تفریحی مورد نیاز با توجه به قوانین و *مقررات مربوط با تصویب موردی شورای سازمان
- بررسی و پیشنهاد مقررات، معیارها، آئین‌نامه‌ها و بهینه‌های مناسب حفظ و گسترش فضای سبز جهت تصویب مراجع ذیربط
- شناسایی گونه‌های موجود درختی و درختچه‌ای و تهیه نقشه پراکندگی آنها در شهر تهران
- بررسی و شناسایی گونه‌های بومی درختی و درختچه‌ای تهران
- بررسی سازگاری اکولوژیکی گونه‌های گیاهی زینتی با اقلیم شهری و تعیین گونه‌هایی که نسبت به آلودگی‌های زیست‌محیطی حساسیت یا مقاومت دارند
- تعیین مناطق زیست‌محیطی شهر تهران در رابطه با مسائل گیاهی
- فراهم آوردن تمهیدات لازم جهت کمک به اشخاص حقیقی و حقوقی در ارتباط با ایجاد فضای سبز